# Kailia
La ville de Kaìlia (grec : Καιλια, latin : Caelia) a été fondée vers le VIIe siècle av. J.-C. par les Messapiens. La ville était l'un des centres les plus importants du sud de l'Italie, faisant partie de la dodécapole messapienne et en était la capitale militaire, vigoureusement opposer la résistance aux ambitions thalassocratiques de Taras (Tarente). Cela correspond à la ville actuelle de Ceglie Messapica dans la province de Brindisi,.

## Historique

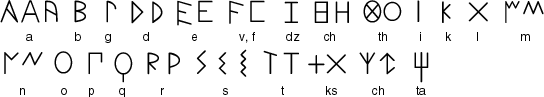
Alphabet messapique

Les Messapiens (grec : Μεσσάπιοι, Messápioi ; latin : Messapii) étaient une tribu iapygienne qui, dans l'Antiquité classique, occupait le territoire correspondant à l'actuel Salento. Les deux autres tribus Iapygiennes, les Peucètes et les Dauniens, étaient respectivement installées au centre et au nord des Pouilles. Les trois tribus étaient linguistiquement liées par une langue commune, le messapien, mais commencèrent à différer considérablement les unes des autres sur le plan culturel à la suite des différentes influences ethniques et stratifications qui se chevauchèrent dans la région à partir du VIIe siècle av. J.-C. Vers 1500 av. J.-C., certaines villes du Salento, dont Ceglie, furent fondées par des exilés grecs qui fuyaient l'éruption minoenne qui détruisit Santorin et la Crète vers 1628 av. J.-C. Ce qui donne de la valeur à cette thèse que la langue messapique semble être le produit du grec ancien mélangé aux langues illyriennes, cependant, n'ayant pas de modèles comme la pierre de Rosette, l'interprétation est difficile mais pas impossible.

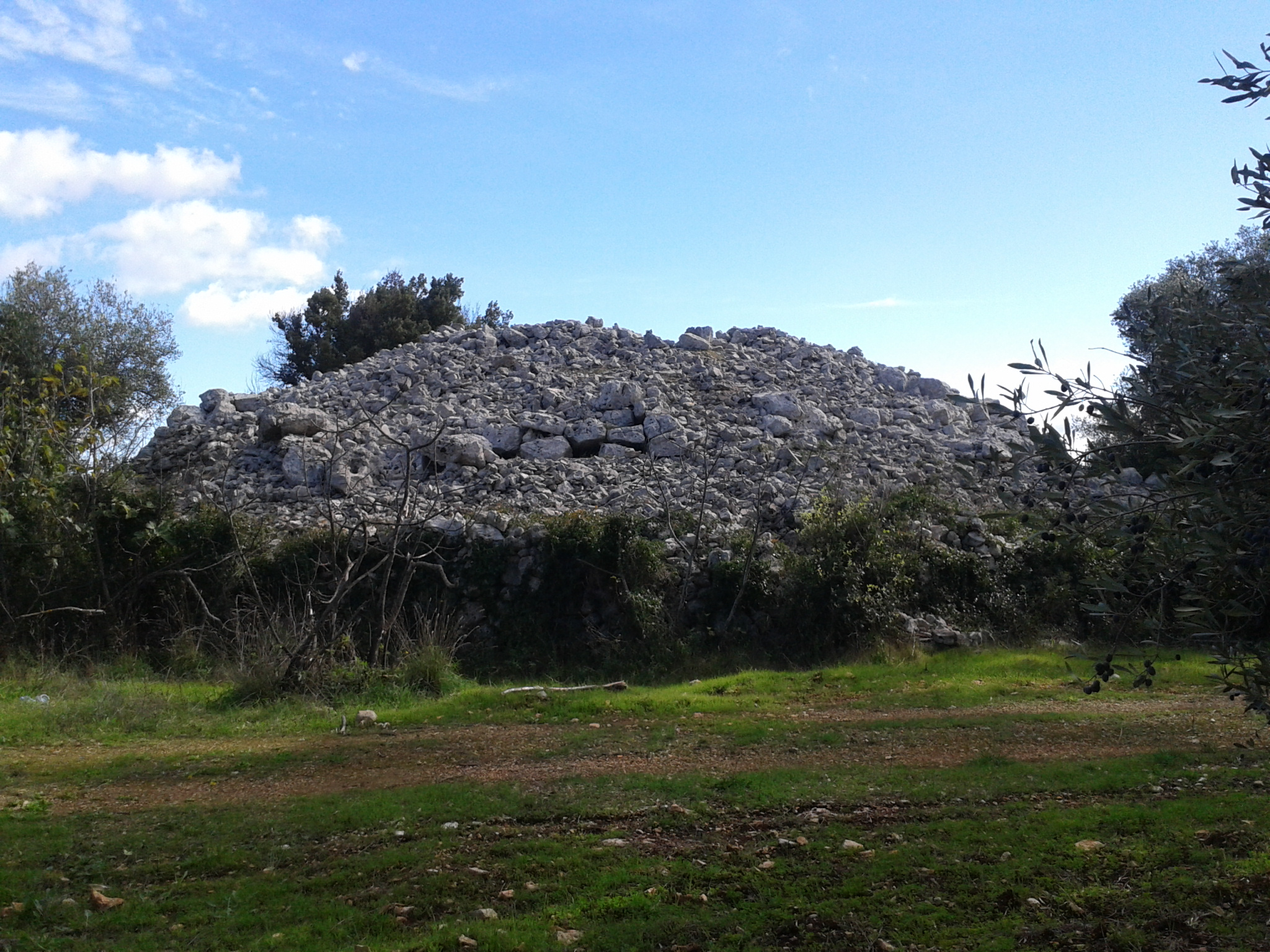
Specchia Puledri faisant partie de l'ancien mur de Kaïlia

Par conséquent, d'après ce qui a été dit, Kailia aurait pu être fondée dès le XVe siècle av. J.-C., constituant ainsi l'une des villes les plus anciennes d'Italie. Le seul fait qui rend plausible cette date de fondation est la présence de Specchia (megalite) (it) (sorte de cairn de guet) qui, bien qu'utilisées par les Messapiens à des fins militaires, semblent avoir été construites à une époque lointaine. En effet, les Specchie présentent une technique de construction anachronique par rapport à la technologie présente au VIIe siècle av. J.-C., il n'y a pas de marches pour monter jusqu'au sommet mais plutôt des rampes (architecture utilisée par les Sumériens au 3ème millénaire av. J.-C.) de plus la structure qui parfois forme des couches concentriques et d'autres fois un dôme très similaire à l'architecture de Tholos suggère une construction remontant à 1500 av. J.-C. lorsque ces monuments funéraires d'origine mycénienne ont commencé à se répandre dans certaines régions de la Méditerranée. La thèse la plus accréditée est que les Specchie (les plus anciennes) auraient été construites comme un monument funéraire semblable à celui qu'Homère décrit dans l'Iliade en l'honneur d'Hector ; pour ensuite être réutilisées par les Messapiens à des fins militaires, ces derniers imitant certainement l'architecture de ces tombeaux pour construire des tours de guet similaires. Cela rendrait très crédible l'origine de Ceglie Messapica vers 1500 av. J.-C.
Quant aux Messapiens, ce n'est qu'avec la fondation de Taras qu'il fut nécessaire de construire des  murs d'enceinte pour se défendre. Le sol de Ceglie Messapica a livré le plus grand nombre d'inscriptions messapiennes (plus de 30), en partie dispersées dans des collections privées et en partie conservées dans le musée archéologique local et dans celui de Brindisi. Les inscriptions ont été étudiées, entre autres, par Theodor Mommsen... La zone utilisée pour la nécropole est connue de la ville antique, c'est-à-dire la zone sud-ouest, bien que diverses tombes émergent près des murs de la ville, laissant croire que le pomerium a été respecté ; l'acropole a eu lieu là où elle se trouve aujourd'hui le centre historique médiéval de Ceglie Messapica dont le nom suggère la présence d'un ancien temple dédié au panthéon messapien, où se trouvent maintenant le Château ducal. Dans la partie nord-est se trouvait la ville, où se trouve aujourd'hui l'abbaye de Sant'Anna, il y avait le temple de Léto tandis que là où se trouve aujourd'hui l'église de San Rocco, il y avait le temple d'Apollon.

## Les murs et le rôle des specchie

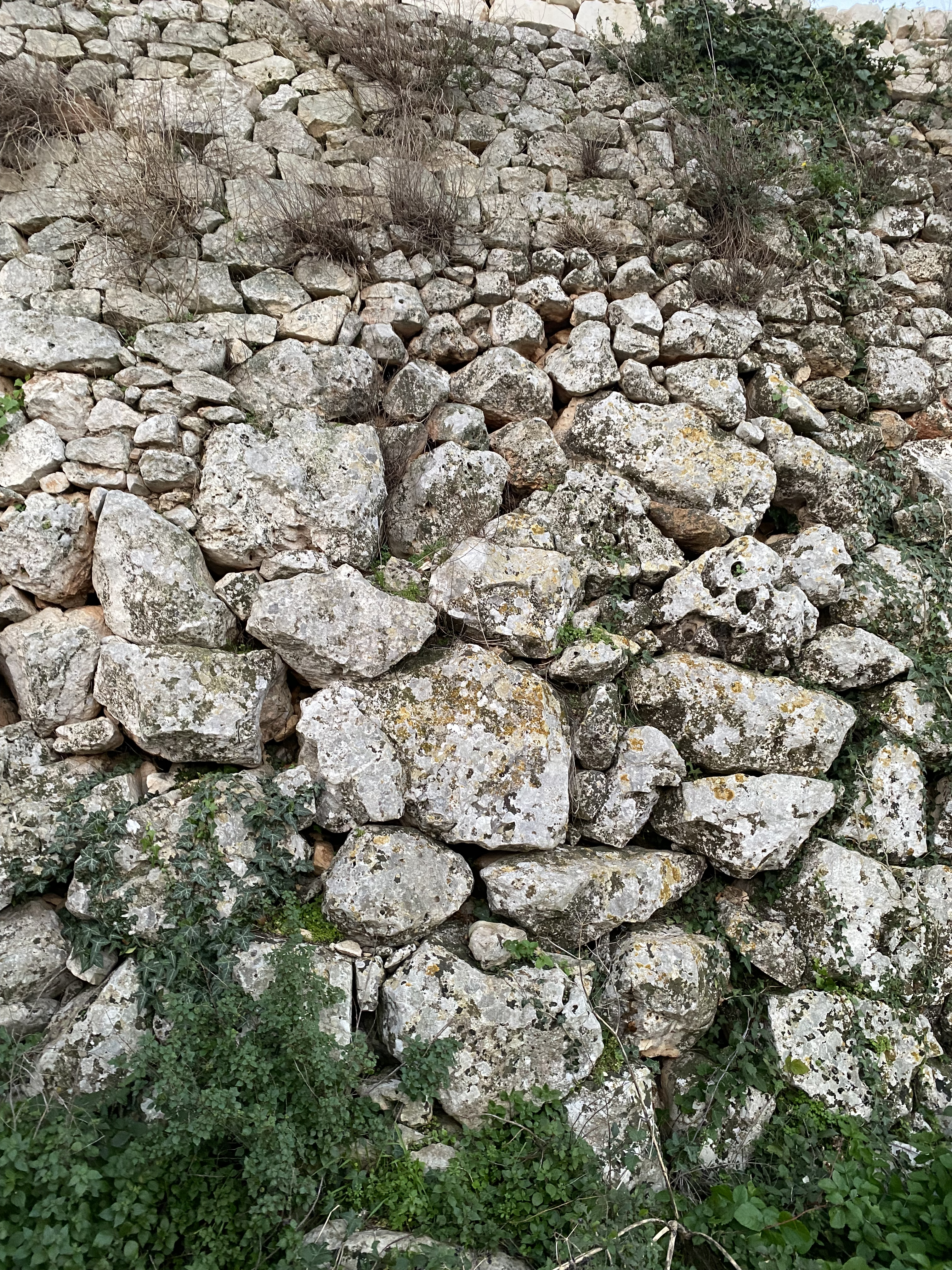
La première enceinte

- Le premier cercle : La ville avait quatre remparts (encore partiellement visibles). Le mur le plus intérieur qui entourait l'Acropole est construit avec des blocs mégalithiques suggérant qu'il avait déjà été construit par une civilisation antérieure puis adapté par les Messapiens, il daterait autour des VIIIe et VIIe siècles av. J.-C. et est encore visible dans les sections présentes dans l'Hôtel de Ville tandis que les sections restantes servaient de fondations aux murs de la ville médiévale. Les étendues encore visibles ont une hauteur allant de 2 à 4 m  avec une extension de 5 ha. Les rochers ont une forme irrégulière, prenant souvent des dimensions gigantesques.

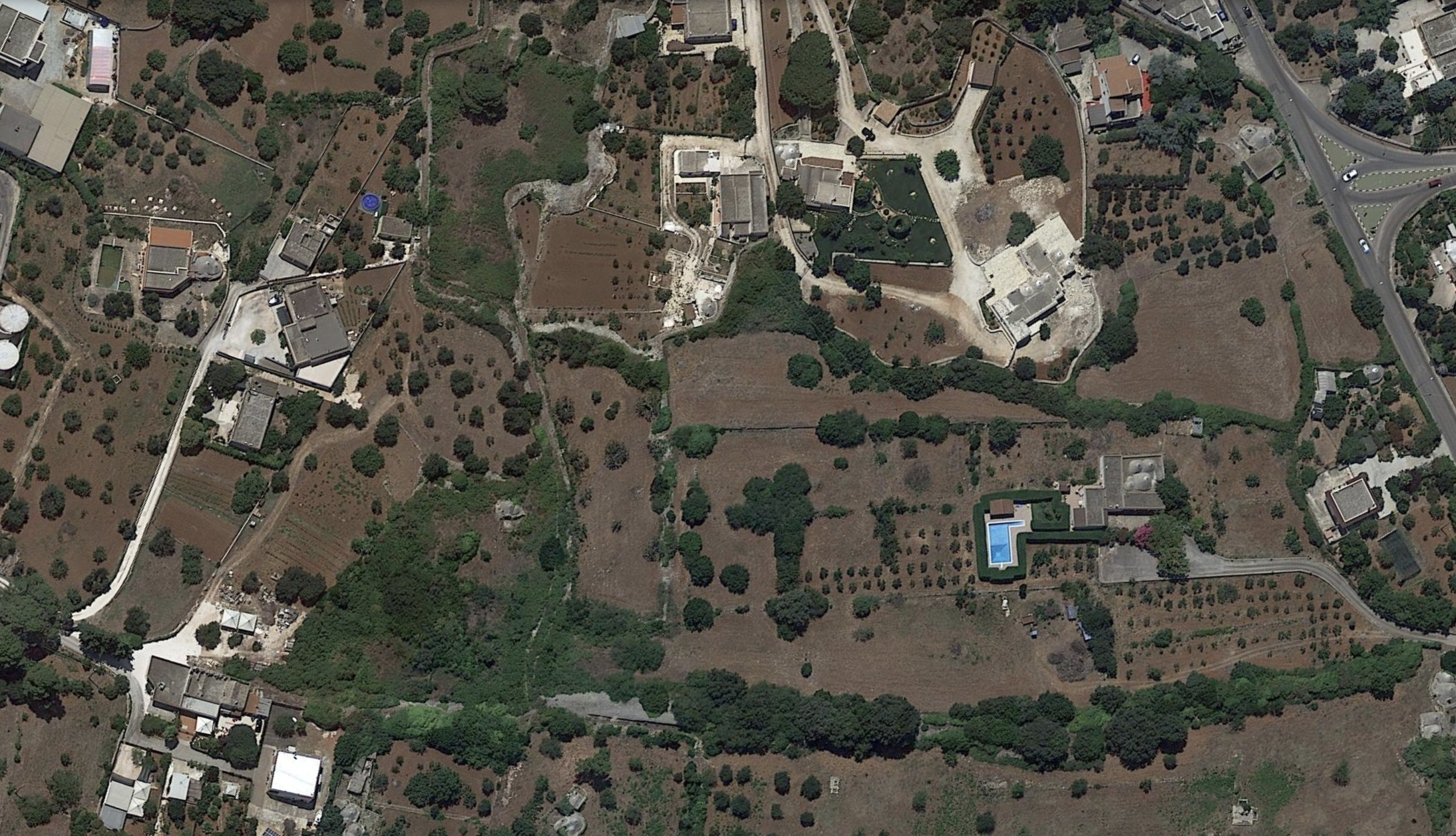
La deuxième enceinte (cachée par la ligne d'arbustes au bas de la vue aérienne)

- Le deuxième cercle : Il a été construit entre le VIe et le Ve siècle av. J.-C. et était la réponse à la croissance démographique de la ville. Cette puissante construction est encore visible dans la partie nord-est de Ceglie sur une étendue d'environ 890 m, la hauteur varie de 2 à 4,50 m avec une épaisseur allant de 5 à 8 m, pour une superficie de 120 ha. Dans cette zone soumise à une anthropisation moins importante par rapport au reste de la ville, est conservée une specchia appelée Foggia Vetere ou Convento Vecchio et un ancien chemin de moutons qui semble relié à l'ancienne voie d'accès I cento scaloni. Il existe également des zones intéressantes qui devraient faire l'objet de fouilles archéologiques. Un tronçon de murs d'environ 30 m est enterré sous le revêtement routier de la Circumvallazione de la Via Sant'Aurelia, tandis qu'un autre tronçon est également exposé dans la Via Sant'Aurellia sur le terrain appartenant à l'Église de l'Immacolata.

- Le troisième cercle : Sa construction avec le quatrième remonte au Ve et VIe siècles, coïncide avec la destruction de la ville de Carbinia (Carovigno) par Taras et avec la nécessité de se défendre contre les Spartiates de Tarente. Les deux cercles ont une extension gigantesque et leur construction a nécessité plusieurs années ainsi que la contribution active de la population qui a atteint un niveau record au cours de cette période. Le troisième cercle avait une superficie de  5 000 ha et une distance maximale de la ville de 4 km. Les sections encore visibles sont celles présentes dans la forêt de Facciasquata, l'ouvrage a une hauteur maximale de  4,50 m  et une épaisseur de 5 m. Le mur a été équipé d'un chemin de ronde et quelques specchie communiquant par signaux de fumée, dont restent Specchia La Selva, Specchia Galante, Specchia Virgilio et Specchia Montefocaro. Les travaux étaient encore largement visibles au début du XXe siècle, puis les entreprises liées à la construction des bâtiments les utilisèrent comme matériaux.

- Le quatrième cercle : Celui-ci est resté en partie inachevé dans le tronçon qui mène à Ostuni et Carovigno, tandis que la construction à la frontière avec Tarente a été achevée, les dimensions sont identiques à celles du troisième cercle sauf pour la surface occupée qui s'élève à 8 000 ha. Le mur réunissait plusieurs specchie qui servaient de tour de guet, celles encore visibles sont : Specchia Tarantina, Specchia Facciasquata, Specchia Fouls, Specchia Castelluzzo, Specchia Capece, Specchia Madonna della Grotta, Specchia Talene , Specchia Gaetano Oliva, Specchia Pezze di Ferro et Specchia San Paolo presque entièrement détruit dans les années 1950. Le tronçon encore préservé part de Specchia Tarantina (à la frontière entre Ceglie avec Martina Franca et Villa Castelli ) et culmine à Specchia Talene (à la frontière entre Ceglie avec Francavilla Fontana et San Michele Salentino ) distants de plus de 12 km.

- Les autres défenses : À l'extérieur du quatrième mur, il y a d'autres specchie non reliées entre elles par des murs mais qui communiquaient avec l'arrière des murs. Les exemples incluent Specchia Giovannella et Specchia Carlo di Noi dans la région de Francavilla Fontana, Specchia Cervarolo, Specchia Satia, Specchia Santa Lucia dans la région d'Ostuni, Specchia Spezzatarallo et Specchia Montepelusello dans la région de Martina Franca, tandis qu'il y a Specchia Monte Marcuccio et Specchia San Martino dans la région de Ceglie. De plus, dans l'actuelle Masseria San Pietro, à la frontière entre Ceglie et Martina, il y a une castelliere qui a été réutilisée à l'époque messapienne comme point de vue, comme le confirment les découvertes de céramiques votives messapiques, elle est connue sous le nom de Castelliere di San Pietro (it).

## Archéologie

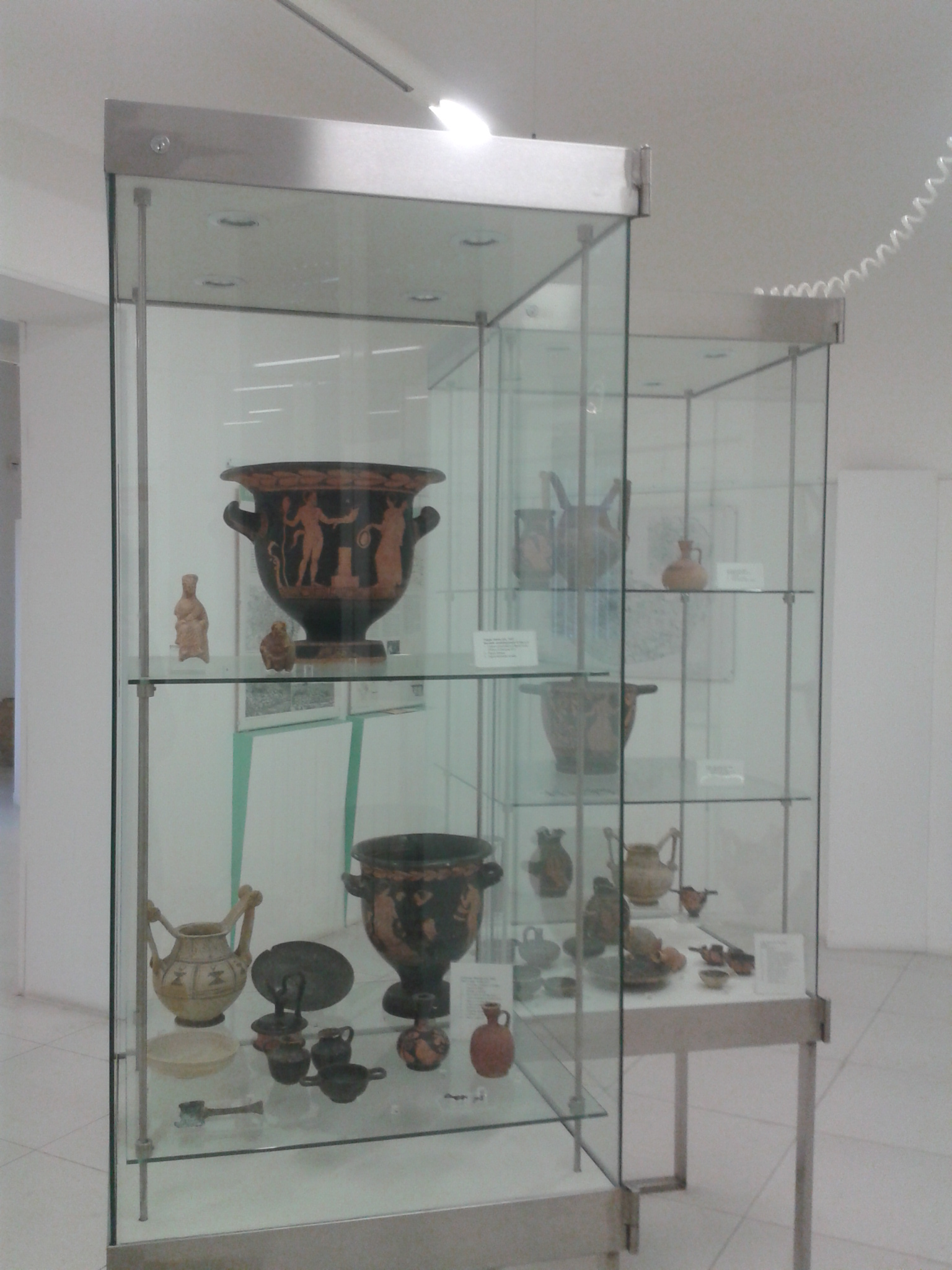
Céramiques messapiennes trouvées sur le territoire de Kaïlia

La découverte d'une métope dans le quartier Mesola de Ceglie représente l'une des découvertes les plus importantes des dernières décennies dans le contexte de la sculpture hellénistique de Tarente.
Le centre habité actuel est situé sur une grande partie de la ville antique ; en effet, depuis 1600, des nouvelles de découvertes de tombeaux ou de fondations de bâtiments ont été faites, mais aucune fouille n'a jamais eu lieu dans la partie qui a le moins souffert des intempéries. processus d’anthropisation, laissant ainsi la ville antique sous terre. De la ville antique, 18 specchie, sont actuellement visibles diverses céramiques, inscriptions, monuments funéraires et objets funéraires conservés au Musée Archéologique local (MAAC), ainsi que les restes de 4 remparts de la ville, les ruines d'une porte de ville faisant partie de la deuxième mur d'enceinte en direction de Carovigno, Foggia Vetere, vestiges du temple de Latone sous l'abbaye de Sant'Anna.